# ヤス久保田
ヤス久保田（ヤスくぼた、1974年7月23日 - ）は、日本のプロレスラー。本名：久保田 康裕（くぼた やすひろ）。
双子の兄であり、弟で同じくプロレスラーのヒデ久保田とタッグチーム「久保田ブラザーズ」を結成して活動している。
基本的にヒールであり、有刺鉄線バットを持ち込んでデスマッチ路線の試合をすることもあるが、菊タローらお笑い系レスラーとの試合が組まれることもあり、オールラウンドに対応している。
双子の見分け方は右肩にタトゥーがない方がヤス久保田である。

## 経歴
- 1991年、JWA東海で久保田康裕としてアマチュアデビュー。
- 2007年9月30日、スポルティーバエンターテイメント公武堂タイガーホール大会でヤス久保田としてヒデ久保田とタッグを組んで対小仲＝ペールワン&趙雲子龍組戦でプロデビュー。
- 2019年1月1日、プロレスリングZERO1に移籍。

## 得意技
ムーンサルトプレス
ヤ・スワントーンボム
セントーンアトミコと同型。
タイガードライバー
リバースゴリースペシャル

## タイトル歴
FFFプロレスリング
- FFFタッグ王座

ダブプロレス
- DOVEタッグ王座

プロレスリングZERO1
- NWAインターコンチネンタルタッグ王座
- NWAインターナショナルライトタッグ王座
- 風林火山優勝

柳ケ瀬プロレス
- ヤナガセKINGトーナメント優勝

## 入場曲
- Born to be WILD（湘南乃風）

## 女性救助
2020年10月1日、名古屋市営地下鉄の築地口駅で男性による女性のスカート内の盗撮を目撃して女性に知らせて駅員に通報してもらったうえで男性の前に仁王立ちして現行犯逮捕に貢献。警察での説明中も被害の怖さで泣いていた女性にプロレスを見ることを勧めて素性を明かした後、女性の母から自身のTwitterと会社を介して感謝されたが久保田から報告されていなかった会社ではちょっとした騒ぎになったという。